# Spanje op de Olympische Zomerspelen 1928
Spanje nam deel aan de Olympische Zomerspelen 1928 in Amsterdam, Nederland. Na twee edities zonder goud werd in Amsterdam weer het hoogste treetje gehaald.

## Medailles

### 1Goud
- José Álvarez de Bohórquez, Julio García Fernández de los Ríos en José Navarro Morenés — Paardensport, springconcours team

## Resultaten per onderdeel

### Boksen
Mannen vlieggewicht (– 50,8 kg)
- José Villanova Pueyo
  - Eerste ronde — bye
  - Tweede ronde — Verloor van Antal Kocsis (HUN), op punten

Argentinië · Australië · België · Brits-Indië · Bulgarije · Canada · Chili · Cuba · Denemarken · Duitsland · Egypte · Estland · Filipijnen · Finland · Frankrijk · Griekenland · Groot-Brittannië · Haïti · Hongarije · Ierland · Italië · Japan · Joegoslavië · Letland · Litouwen · Luxemburg · Malta · Mexico · Monaco · Nederland · Nieuw-Zeeland · Noorwegen · Oostenrijk · Panama · Polen · Portugal · Roemenië · Spanje · Tsjecho-Slowakije · Turkije · Uruguay · Verenigde Staten · Zuid-Afrika · Zuid-Rhodesië · Zweden · Zwitserland